# 9-я отдельная гвардейская мотострелковая бригада
9-я отдельная гвардейская мотострелковая Мариупольско-Хинганская ордена Республики бригада (9 омсбр) — тактическое соединение Сухопутных войск Российской Федерации. Ранее — «9-й отдельный полк морской пехоты» Народной милиции Донецкой Народной Республики (НМ ДНР).

## История
9-й отдельный полк морской пехоты ДНР, создан в 2016 году специальным указом главы самопровозглашенной Донецкой Народной Республики Александром Захарченко. На 2017 год фактическая численность полка составляла более 1200 человек. В полку имелись танки Т-72, боевые машины пехоты БМП-2 и бронетранспортёры БТР-80.
В марте 2022 года 9-й полк ДНР участвует в боях за Мариуполь. 9-й полк ДНР вёл наступление в Орджоникидзевском (Левобережном) районе города, действуя на одном направлении вместе с 810-й отдельной бригадой морской пехоты.
23 марта 2023 года 9-я бригада действовала в районе Первомайского Ясиноватского района, 11 км юго-западнее Авдеевки.
12 октября 2023 года 9-я бригада действовала в районе Водяное — Северное Ясиноватского района, юго-западнее Авдеевки.
По итогам боёв за Авдеевку 9-й отдельной мотострелковой бригаде объявлена благодарность Верховного главнокомандующего Вооружёнными силами в поздравительной телеграмме генерал-полковнику А. Н. Мордвичёву от 17 февраля 2024 года.
20 августа 2024 министр обороны А. Р. Белоусов поздравил 9-ю отдельную мотострелковую бригаду со взятием Нью-Йорка (Новгородское).